# Sternocoelis

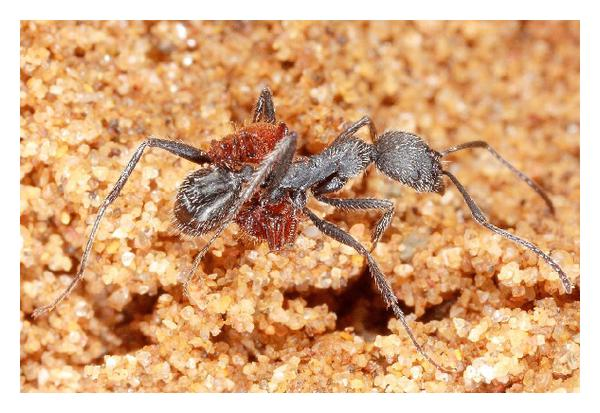
Dwa chrząszcze z gatunku Sternocoelis slaoui na robotnicy Aphaenogaster

Sternocoelis – rodzaj myrmekofilnego chrząszcza z rodziny gnilikowatych, podrodziny Haeteriinae. Obejmuje 27 gatunków. Zasięg rodzaju jest śródziemnomorski, obejmuje Maroko i Algierię.
Chrząszcze żyją w mrowiskach mrówek z rodzajów Aphaenogaster, Cataglyphis, Formica i Messor. Prawdopodobnie żywią się larwami i martwymi robotnicami.
Gatunki:
- Sternocoelis acutangulus (Lewis, 1887)
- Sternocoelis alluaudi Théry, 1921
- Sternocoelis arachnoides (Fairmaire, 1876)
- Sternocoelis bedeli (Lewis, 1884)
- Sternocoelis berberus Lackner et Yélamos, 2001
- Sternocoelis comosellus (Fairmaire, 1883)
- Sternocoelis diversepunctatus Pic, 1911
- Sternocoelis espadaleri Yélamos, 1995
- Sternocoelis fusculus (Schmidt, 1888)
- Sternocoelis grandis (Reitter, 1883)
- Sternocoelis hispanus (Rosenhauer, 1856)
- Sternocoelis incisus (Schmidt, 1885)
- Sternocoelis laevidorsis (Fairmaire, 1876)
- Sternocoelis lewisi (Reitter, 1883)
- Sternocoelis marginalis Normand, 1915
- Sternocoelis marseuli (Brisout de Barneville, 1866)
- Sternocoelis merklii (Schmidt, 1885)
- Sternocoelis otini Peyerimhoff, 1949
- Sternocoelis pluristriatus (Fairmaire, 1876)
- Sternocoelis puberulus (Motschulsky, 1858)
- Sternocoelis punctulatus (Lucas, 1855)
- Sternocoelis robustus Pic, 1911
- Sternocoelis setulosus (Reitter, 1872)
- Sternocoelis slaoui Théry, 1921
- Sternocoelis sulcaticollis Pic, 1937
- Sternocoelis vaucheri Lewis, 1896
- Sternocoelis viaticus Lewis, 1892
- Sternocoelis yelamosi Lackner et Hlaváč, 2012